# Svenska mästerskapen i friidrott 2002
Svenska mästerskapen i friidrott 2002 var uppdelat i
- SM terräng den 28 april vid Kalhyttans Skidstadion utanför Filipstad, arrangörsklubb Filipstads IF,
- SM maraton den 8 juni i Stockholm, arrangörsklubbar Hässelby SK och Spårvägens FK,
- SM mångkamp den 8 till 9 juni på Dannfältets IP i Olofström, arrangörsklubb UF Contact,
- SM stafett den 15 till 16 juni på Vellinge IP i Vellinge, arrangörsklubb IK Finish,
- SM lag den 4 juli på Värendsvallen i Växjö, arrangörsklubb IFK Växjö,
- Stora SM den 16 till 18 augusti på Gavlestadion i Gävle, arrangörsklubb Gefle IF,
- SM halvmaraton den 8 september i Stockholm, arrangörsklubber Hässelby SK, Spårvägens FK och Turebergs FK.

Tävlingen var det 107:e svenska mästerskapet.

## Medaljörer, resultat

### Herrar
| Gren                     | Guld                        | Guld                                                             | Guld     | Silver             | Silver                                                             | Silver   | Brons             | Brons                                                            | Brons    |
| 100 meter                | Patrik Lövgren              | Malmö AI                                                         | 10,47    | Johan Engberg      | IF Göta                                                            | 10,77    | Erik Wahn         | IFK Helsingborg                                                  | 10,85    |
| 200 meter                | Erik Wahn                   | IFK Helsingborg                                                  | 21,10    | Anders Hansson     | Heleneholms IF                                                     | 21,35    | Pontus Nilsson    | Heleneholms IF                                                   | 21,38    |
| 400 meter                | Johan Wissman               | IFK Helsingborg                                                  | 47,58    | Thomas Nikitin     | Spårvägens FK                                                      | 48,06    | Andreas Mokdasi   | Hässelby SK                                                      | 48,45    |
| 800 meter                | Rizak Dirshe                | Malmö AI                                                         | 1:49,32  | Andreas Rehnborg   | Hässelby SK                                                        | 1:50,21  | Fredrik Kjellberg | Turebergs FK                                                     | 1:50,36  |
| 1 500 meter              | John Laselle                | Turebergs FK                                                     | 3:55,64  | Jörgen Zaki        | Malmö AI                                                           | 3:55,79  | Niklas Österberg  | Rånäs 4H                                                         | 3:56,39  |
| 5 000 meter              | Henrik Skoog                | Spårvägens FK                                                    | 14:06,04 | Mustafa Mohamed    | Hälle IF                                                           | 14:06,24 | Erik Sjöqvist     | Enhörna IF                                                       | 14:13,02 |
| 10 000 meter             | Erik Sjöqvist               | Enhörna IF                                                       | 28:57,72 | Joakim Johansson   | Hälle IF                                                           | 29:03,20 | Claes Nyberg      | IF Göta                                                          | 29:09,89 |
| Halvmaraton              | Said Regragui               | IK Tiwaz                                                         | 1:06:34  | Erik Sjöqvist      | Enhörna IF                                                         | 1:06:46  | Magnus Bergman    | Enhörna IF                                                       | 1:06:58  |
| Maraton                  | Alfred Shemweta             | Hässelby SK                                                      | 2:20:52  | Patrik Gustafson   | Brittatorps TK                                                     | 2:25:19  | Magnus Bergman    | Enhörna IF                                                       | 2:25:56  |
| 4 km terräng             | Claes Nyberg                | IF Göta                                                          | 12:05    | Mustafa Mohamed    | Hälle IF                                                           | 12:06    | Simon Gutierrez   | Hässelby SK                                                      | 12:17    |
| 12 km terräng            | Erik Sjöqvist               | Enhörna IF                                                       | 38:36    | Magnus Bergman     | Enhörna IF                                                         | 38:47    | Alfred Shemweta   | Hässelby SK                                                      | 39:03    |
| 4 km terräng lagtävling  | Hälle IF                    | Mustafa Mohamed, Joakim Johansson, Johan Olehäll                 | 37:12    | IF Göta            | Claes Nyberg, Stefan Wagnsson, Per Jacobsen                        | 38:18    | Malmö AI          | Ahmed Mohamed, Joel Johansson, Rickard Andersson                 | 38:24    |
| 12 km terräng lagtävling | Enhörna IF                  | Erik Sjöqvist, Magnus Bergman, Anders Karlsson                   | 1:58:16  | Hälle IF           | Mustafa Mohamed, Joakim Johansson, Erik Framme                     | 2:00:14  | Hässelby SK       | Alfred Shemweta, Simon Gutierrez, Idris Ibrahim                  | 2:00:29  |
| 110 meter häck           | Robert Kronberg             | IF Kville                                                        | 13,86    | Joakim Blaschke    | KA 2 IF                                                            | 14,14    | Rafael Askros     | Ullevi FK                                                        | 14,46    |
| 400 meter häck           | Mikael Jakobsson            | KFUM Örebro                                                      | 49,38    | Peter Andersson    | Täby IS                                                            | 51,11    | Magnus Aare       | FI Danderyd Athletics                                            | 51,14    |
| 3 000 meter hinder       | Mustafa Mohamed             | Hälle IF                                                         | 8:32,07  | Henrik Skoog       | Spårvägens FK                                                      | 8:33,25  | Per Jacobsen      | IF Göta                                                          | 8:44,56  |
| 4 x 100 meter            | Malmö AI                    | Jimisola Laursen, Philip Nossmy, Patrik Lövgren, Daniel Persson  | 39,97    | Spårvägens FK      | Henrik Värendh, Henrik Olausson, Mattias Sunneborn, Thomas Nikitin | 41,02    | Ullevi FK         | Rafael Askros, Peter Ahl, Mikael Ahl, Peter Johansson            | 41,04    |
| 4 x 400 meter            | Malmö AI                    | Gustav Sewall, Philip Nossmy, Martin Hajdu, Jimisola Laursen     | 3:12,58  | Spårvägens FK      | Andrus Klaar, Mattias Sunneborn, Jan Olszowy, Thomas Nikitin       | 3:12,99  | Hässelby SK       | Mateusz Stec, Andreas Rehnborg, Rasmus Olofsson, Andreas Mokdasi | 3:17,47  |
| 4 x 800 meter            | Hammarby IF                 | Daniel Norberg, Fredrik Karlsson, Johan Klinteskog, Rickard Pell | 7:20,60  | Turebergs FK       | Thomas Byrberg, John Lindström, John Laselle, Mattias Norling      | 7:21,51  | Malmö AI          | Torbjörn Johansson, Ken Pihlblad, Jörgen Zaki, Rizak Dirshe      | 7:23,09  |
| 4 x 1 500 meter          | Turebergs FK                | Fredrik Kjellberg, Mattias Norling, John Lindström, John Laselle | 15:29,55 | Hammarby IF        | Daniel Norberg, Rachid Benjira, Per Henrik Sundell, Rickard Pell   | 15:34,57 | Malmö AI          | Ahmed Mohamed, Erik Emilsson, Joel Johansson, Jörgen Zaki        | 15:53,92 |
| Höjdhopp                 | Stefan Holm                 | Kils AIK                                                         | 2,32     | Linus Thörnblad    | IFK Lund                                                           | 2,18     | Ola Carlsson      | Örgryte IS                                                       | 2,11     |
| Stavhopp                 | Patrik Kristiansson (Klüft) | KA 2 IF                                                          | 5,63     | Oscar Janson       | Ullevi FK                                                          | 5,38     | Fredrik Skoglund  | IFK Lidingö                                                      | 5,23     |
| Längdhopp                | Mattias Sunneborn           | Spårvägens FK                                                    | 7,79     | Peter Häggström    | IK Ymer                                                            | 7,61     | David Frykholm    | IF Göta                                                          | 7,60     |
| Tresteg                  | Anton Andersson             | IFK Halmstad                                                     | 16,05    | Anders Sjöström    | Mölndals AIK                                                       | 15,35    | Henrik Sahlström  | Gefle IF                                                         | 15,27    |
| Kula                     | Jimmy Nordin                | Malmö AI                                                         | 19,99    | Andreas Gustafsson | IF Hagen                                                           | 17,96    | Henrik Wennberg   | Upsala IF                                                        | 17,34    |
| Diskus                   | Kristian Pettersson         | IFK Växjö                                                        | 61,46    | Linus Bernhult     | Huddinge AIS                                                       | 55,21    | Mattias Borrman   | Västerås FK                                                      | 54,52    |
| Slägga                   | Bengt Johansson             | Västerås FK                                                      | 72,58    | Per Karlsson       | IFK Växjö                                                          | 66,55    | Mattias Jons      | Hässelby SK                                                      | 60,83    |
| Spjut                    | Daniel Ragnvaldsson         | IFK Strömsund                                                    | 77,30    | Mikael Snällfot    | Nedre Sopporo IK                                                   | 73,73    | Gabriel Wallin    | Södertälje IF                                                    | 72,21    |
| Tiokamp                  | Andrus Klaar                | Spårvägens FK                                                    | 7 001    | Christoffer Thomée | Sävedalens AIK                                                     | 6 905    | Erik Larsson      | F Gotländsk FI                                                   | 6 905    |
| Lagtävling               | Spårvägens FK               | -                                                                | 80       | IF Göta            | -                                                                  | 74       | Hässelby SK       | -                                                                | 66       |

### Damer
| Gren                    | Guld                      | Guld                                                                    | Guld     | Silver                    | Silver                                                           | Silver   | Brons                    | Brons                                                                           | Brons    |
| 100 meter               | Jenny Kallur              | Falu IK                                                                 | 11,66    | Susanna Kallur            | Falu IK                                                          | 11,77    | Emmelie Barenfeld        | Ullevi FK                                                                       | 11,95    |
| 200 meter               | Jenny Kallur              | Falu IK                                                                 | 23,92    | Ellinor Stuhrmann         | Malmö AI                                                         | 24,01    | Sofi Hildenborg          | Råby-Rekarne FI                                                                 | 24,29    |
| 400 meter               | Lena Udd (Aruhn)          | SoIK Hellas                                                             | 52,91    | Carolina Klüft            | IFK Växjö                                                        | 53.17    | Ellinor Stuhrmann        | Malmö AI                                                                        | 53,96    |
| 800 meter               | Lena Nilsson              | Täby IS                                                                 | 2:04,85  | Camilla Nyquist           | IK Ymer                                                          | 2:05,49  | Linda Olsson             | Täby IS                                                                         | 2:06,20  |
| 1 500 meter             | Lena Nilsson              | Täby IS                                                                 | 4:17,73  | Camilla Nyquist           | IK Ymer                                                          | 4:22,74  | Kajsa Haglund            | Heleneholms IF                                                                  | 4:23,17  |
| 5 000 meter             | Malin Öhrn                | IFK Växjö                                                               | 16:24,52 | Maria Ghizzoni            | IF Göta                                                          | 16:29,38 | Ida Nilsson              | Högby IF                                                                        | 17:12,40 |
| 10 000 meter            | Jenny Widarsson           | Mullsjö SOK                                                             | 35:52,00 | Annika Nyberger           | Spårvägens FK                                                    | 35:55,64 | Anna Isaksson            | Flemingsbergs SK                                                                | 36:37,67 |
| Halvmaraton             | Marie Söderström-Lundberg | Hässelby SK                                                             | 1:13:54  | Annika Nyberger           | Spårvägens FK                                                    | 1:17:02  | Heléne Willix            | Spårvägens FK                                                                   | 1:17:09  |
| Maraton                 | Lena Gavelin              | BIF Jamtrennarna                                                        | 2:33:48  | Marie Söderström-Lundberg | Hässelby SK                                                      | 2:36:30  | Karins Schön             | IF Kville                                                                       | 2:43:19  |
| 4 km terräng            | Malin Öhrn                | IFK Växjö                                                               | 14:12    | Johanna Nilsson           | Högby IF                                                         | 14:30    | Linda Ström              | Hässelby SK                                                                     | 14:37    |
| 8 km terräng            | Marie Söderström-Lundberg | Hässelby SK                                                             | 29:21    | Catarina Asph             | IFK Mora                                                         | 29:57    | Heléne Willix            | Spårvägens FK                                                                   | 30:04    |
| 4 km terräng lagtävling | Hässelby SK, lag 1        | Linda Ström, Susanne Johansson, Marie Granberg-Klasson                  | 45:36    | Hälle IF                  | Jenny Framme, Mia Larsson, Sophia Emanuelsson                    | 46:12    | Hässelby SK, lag 2       | Jodit Wolday, Helena Sundh, Marianne Fricke                                     | 52:19    |
| 8 km terräng lagtävling | Hässelby SK               | Marie Söderström-Lundberg, Camilla Benjaminsson, Susanne Johansson      | 1:31:35  | Spårvägens FK             | Heléne Willix, Annika Nyberger, Jennie Åkerberg                  | 1:32:51  | Rånäs 4H                 | Anna Lindh, Anneli Fransson, Cecilia Erling                                     | 1:35:48  |
| 100 meter häck          | Susanna Kallur            | Falu IK                                                                 | 13,42    | Jenny Kallur              | Falu IK                                                          | 13,64    | Lina Quick               | Gefle IF                                                                        | 14,17    |
| 400 meter häck          | Nadja Petersen            | Huddinge AIS                                                            | 56,95    | Erica Mårtensson          | IFK Växjö                                                        | 57,59    | Lena Melin               | Ullevi FK                                                                       | 59,40    |
| 3 000 meter hinder      | Ida Nilsson               | Högby IF                                                                | 10:32,94 | Christin Johansson        | IF Kville                                                        | 10:41,80 | Ida Strandenholm         | Råby-Rekarne FI                                                                 | 11:11,43 |
| 4 x 100 meter           | Falu IK                   | Pernilla Allvin, Susanna Kallur, Jenny Kallur, Therese Hammarlund       | 46,25    | Ullevi FK                 | Linda Storkull, Lena Berntsson, Paulina Orell, Emmelie Barenfeld | 46,38    | Malmö AI                 | Pernilla Tornemark, Linda Hansson, Daniella Lincoln Saavedra, Ellinor Stuhrmann | 46,51    |
| 4 x 400 meter           | Täby IS                   | Helene Nordquist (Bourdin), Linda Olsson, Petra Eklund, Monica Lundgren | 3:41,46  | Hässelby SK               | Lina Engren, Jessica Samuelsson, Anna Skarin, Hanna Peterson     | 3:47,88  | Malmö AI                 | Linda Hansson, Ellinor Stuhrmann, Pernilla Tornemark, Hanna Karlsson            | 3:49,05  |
| 4 x 800 meter           | Rånäs 4H                  | Isabell Ahlström, Ulrika Johansson, Kristin Ahlepil, Therese Ahlepil    | 9:01,81  | Falu IK                   | Malin Larsson, Jenny Sjöström, Petra Kindlund, Linda Olsson      | 9:14,96  | Heleneholms IF           | Sara Strömberg, Lisa Haglund, Sandra Pode, Kajsa Haglund                        | 9:27,62  |
| 3 x 1 500 meter         | Rånäs 4H                  | Isabell Ahlström, Kristin Ahlepil, Ulrika Johansson                     | 13:49,05 | IFK Växjö                 | Malin Öhrn, Hanna Holst, Jessica Gylfe                           | 13:57,43 | Hässelby SK              | Yodit Wolday, Florence Engström, Helena Sundh                                   | 15:10,56 |
| Höjdhopp                | Kajsa Bergqvist           | Turebergs FK                                                            | 2,00     | Carolina Klüft            | IFK Växjö                                                        | 1,86     | Angelica Johansson       | Hälle IF                                                                        | 1,80     |
| Stavhopp                | Kirsten Belin             | Kvarnsvedens GoIF                                                       | 4,33     | Hanna-Mia Persson         | Kalmar SK                                                        | 4,08     | Linda Persson (Berglund) | IFK Växjö                                                                       | 4,08     |
| Längdhopp               | Carolina Klüft            | IFK Växjö                                                               | 6,48     | Camilla Johansson         | IFK Växjö                                                        | 6,23     | Lina Quick               | Gefle IF                                                                        | 5,98     |
| Tresteg                 | Camilla Johansson         | IFK Växjö                                                               | 13,55    | Anna Göransdotter-Nilsson | SoIK Hellas                                                      | 12,91    | Mfon Etim                | Angereds IS                                                                     | 12,86    |
| Kula                    | Linda-Marie Mårtensson    | Hässelby SK                                                             | 16,17    | Helena Engman             | Riviera FI                                                       | 16,11    | Carolina Hjelt           | Huddinge AIS                                                                    | 13,89    |
| Diskus                  | Anna Söderberg            | Ullevi FK                                                               | 58,76    | Annika Larsson            | Gefle IF                                                         | 57,00    | Maria Pettersson         | IFK Helsingborg                                                                 | 53,02    |
| Slägga                  | Cecilia Nilsson           | IK Ymer                                                                 | 63,27    | Catarina Andersson        | Heleneholm IF                                                    | 57,96    | Marie Hilmersson         | Hässelby SK                                                                     | 57,05    |
| Spjut                   | Annika Petersson          | Gefle IF                                                                | 51,58    | Katarina Eklöf            | Huddinge AIS                                                     | 49,97    | Isabel Savic             | IF Göta                                                                         | 47,58    |
| Sjukamp                 | Petra Eklund              | Täby IS                                                                 | 4 966    | Malin Svensson            | IFK Helsingborg                                                  | 4 869    | Ida Sjöling              | IFK Lidingö                                                                     | 4 868    |
| Lagtävling              | IFK Växjö                 | -                                                                       | 71       | Ullevi FK                 | -                                                                | 69,5     | Hässelby SK              | -                                                                               | 67       |

### Fotnoter
1. ↑  Wiger 2006, s. 31.
2. ↑  Wiger 2006, s. 36.
3. ↑  Wiger 2006, s. 41.
4. ↑  Wiger 2006, s. 45.
5. ↑  Wiger 2006, s. 49.
6. ↑  Wiger 2006, s. 53.
7. ↑  Wiger 2006, s. 57.
8. ↑  Wiger 2006, s. 61.
9. ↑  Wiger 2006, s. 70.
10. ↑  Wiger 2006, s. 75.
11. ↑  Wiger 2006, s. 77.
12. ↑  Wiger 2006, s. 88.
13. ↑  Wiger 2006, s. 81.
14. ↑  Wiger 2006, s. 91.
15. ↑  Wiger 2006, s. 95.
16. ↑  Wiger 2006, s. 99.
17. ↑  Wiger 2006, s. 67.
18. ↑  Wiger 2006, s. 154.
19. ↑  Wiger 2006, s. 160.
20. ↑  Wiger 2006, s. 164.
21. ↑  Wiger 2006, s. 171.
22. ↑  Wiger 2006, s. 103.
23. ↑  Wiger 2006, s. 107.
24. ↑  Wiger 2006, s. 111.
25. ↑  Wiger 2006, s. 115.
26. ↑  Wiger 2006, s. 125.
27. ↑  Wiger 2006, s. 129.
28. ↑  Wiger 2006, s. 133.
29. ↑  Wiger 2006, s. 137.
30. ↑  Wiger 2006, s. 145.
31. ↑  Wiger 2006, s. 173.
32. ↑  Wiger 2006, s. 181.
33. ↑  Wiger 2006, s. 184.
34. ↑  Wiger 2006, s. 187.
35. ↑  Wiger 2006, s. 190.
36. ↑  Wiger 2006, s. 193.
37. ↑  Wiger 2006, s. 196.
38. ↑  Wiger 2006, s. 196.
39. ↑  Wiger 2006, s. 199.
40. ↑  Wiger 2006, s. 199.
41. ↑  Wiger 2006, s. 202.
42. ↑  Wiger 2006, s. 206.
43. ↑  Wiger 2006, s. 204.
44. ↑  Wiger 2006, s. 207.
45. ↑  Wiger 2006, s. 212.
46. ↑  Wiger 2006, s. 214.
47. ↑  Wiger 2006, s. 196.
48. ↑  Wiger 2006, s. 246.
49. ↑  Wiger 2006, s. 251.
50. ↑  Wiger 2006, s. 255.
51. ↑  Wiger 2006, s. 256.
52. ↑  Wiger 2006, s. 219.
53. ↑  Wiger 2006, s. 220.
54. ↑  Wiger 2006, s. 222.
55. ↑  Wiger 2006, s. 225.
56. ↑  Wiger 2006, s. 227.
57. ↑  Wiger 2006, s. 230.
58. ↑  Wiger 2006, s. 232.
59. ↑  Wiger 2006, s. 234.
60. ↑  Wiger 2006, s. 239.
61. ↑  Wiger 2006, s. 258.